# فريدريك أ. شرودر
فريدريك أ. شرودر هو سياسي أمريكي، ولد في 9 مارس 1833 في ترير في ألمانيا، وتوفي في 1 ديسمبر 1899 في نيويورك في الولايات المتحدة بسبب ذات الرئة. نشط حزبياً في الحزب الجمهوري. وقد انتخب عضو مجلس ولاية نيويورك ‏.